# Mark Zoback
Mark D. Zoback (* 1948 in Brooklyn) ist ein US-amerikanischer Geophysiker.
Zoback studierte an der University of Arizona (Bachelor 1969) und der Stanford University, wo er 1973 seinen Masterabschluss machte und 1975 in Geophysik promoviert wurde. 1976 bis 1984 war er als Wissenschaftler beim US Geological Survey. Seit 1984 ist er Professor für Geophysik an der Stanford University. 1991 bis 1997 stand er der Geophysik Fakultät vor.
Er ist mit der Geologin Mary Lou Zoback verheiratet, die sich ebenfalls mit tektonischen Fragen beschäftigt.
Mark Zoback befasst sich insbesondere mit Geomechanik und Spannungen in der Erdkruste, zum Beispiel an der San-Andreas-Verwerfung (SAFOD Tiefenobservatorium) und beim Studium von aktiven Verwerfungsprozessen in Taiwan und in tiefen Goldminen in Südafrika. Er befasst sich auch mit der Geomechanik von Öl- und Gaslagerstätten und Umweltfragen (wie der Kohlendioxid-Verpressung im Untergrund).
1981 bis 1984 war er Mitherausgeber des Journal of Geophysical Research. Er ist Fellow der Geological Society of America, der American Geophysical Union, der National Academy of Engineering (2010) und der American Association for the Advancement of Science.
2006 erhielt er die Emil-Wiechert-Medaille, 2008 die Walter H. Bucher Medal der American Geophysical Union, 2013 die Louis Néel Medal, und 2024 die Maurice Ewing Medal der Society of Exploration Geophysicists. Er ist Ehrenmitglied der European Union of Geosciences (1999).

## Schriften
- Reservoir Geomechanics, Cambridge University Press 2010, ISBN 978-0-521-14619-7
- Herausgeber mit Ulrich Harms, Christian Koeberl: Continental scientific drilling: a decade of progress and challenges for the future, Springer 2007